# Hopverdomme
Hopverdomme is een Belgisch bier van hoge gisting.
Het bier wordt gebrouwen in opdracht van Brouwerij Kerkom te Sint-Truiden. 
Het is een goudblond bier, type IPA met een alcoholpercentage van 7%, gebrouwen met twee moutsoorten en 7 hopsoorten. Het werd speciaal gebrouwen voor de Amerikaanse markt.